# Pujol de la Mata
El Turó del Pujol de la Mata) és una muntanya de 750 metres que es troba al municipi de Mura, a la comarca catalana del Bages. Es tracta d'un pujol de conglomerat relativament isolat de la resta de la carena de la Falconera, per una collada i la canal del Dragó. Aquest cim està inclòs al llistat dels 100 cims de la FEEC. L'ascens es pot fer pel camí que va del coll d'Estenalles a Mura, o del camí del Revolt del Pi a Mura (marques blanques). L'ascens final al pujol es fa per una curta grimpada facilitada per uns graons clavats a la roca.